# Beilian
Beilian (kinesiska: 北联, 北联镇) är en köping i Kina. Den ligger i provinsen Heilongjiang, i den nordöstra delen av landet, omkring 290 kilometer norr om provinshuvudstaden Harbin. Antalet invånare är 18 648. Befolkningen består av 9 505 kvinnor och 9 143 män. Barn under 15 år utgör 16,0 %, vuxna 15-64 år 76 %, och äldre över 65 år 7,0 %.
Genomsnittlig årsnederbörd är 849 millimeter. Den regnigaste månaden är juli, med i genomsnitt 294 mm nederbörd, och den torraste är januari, med 9 mm nederbörd.